# Papinska akademija Svetog Tome Akvinskog
Papinska akademija Svetog Tome Akvinskog (latinski: Pontificia Academia Sancti Thomae Aquinatis) je papinska akademija čija je zadaća promicanje i promišljanje učenja svetog Tome Akvinskog. Središte Akademije se nalazi u Ljetnikovcu Pija IV. unutar Vatikanskih vrtova.
Akademiju je osnovao papa Lav XIII. 15. listopada 1879. Enciklikom Aeterni Patris pozvao je na oživljavanje skolastičke tradicije, osobito nauka Tome Akvinskog.